# Marienstraße 3 (Stralsund)

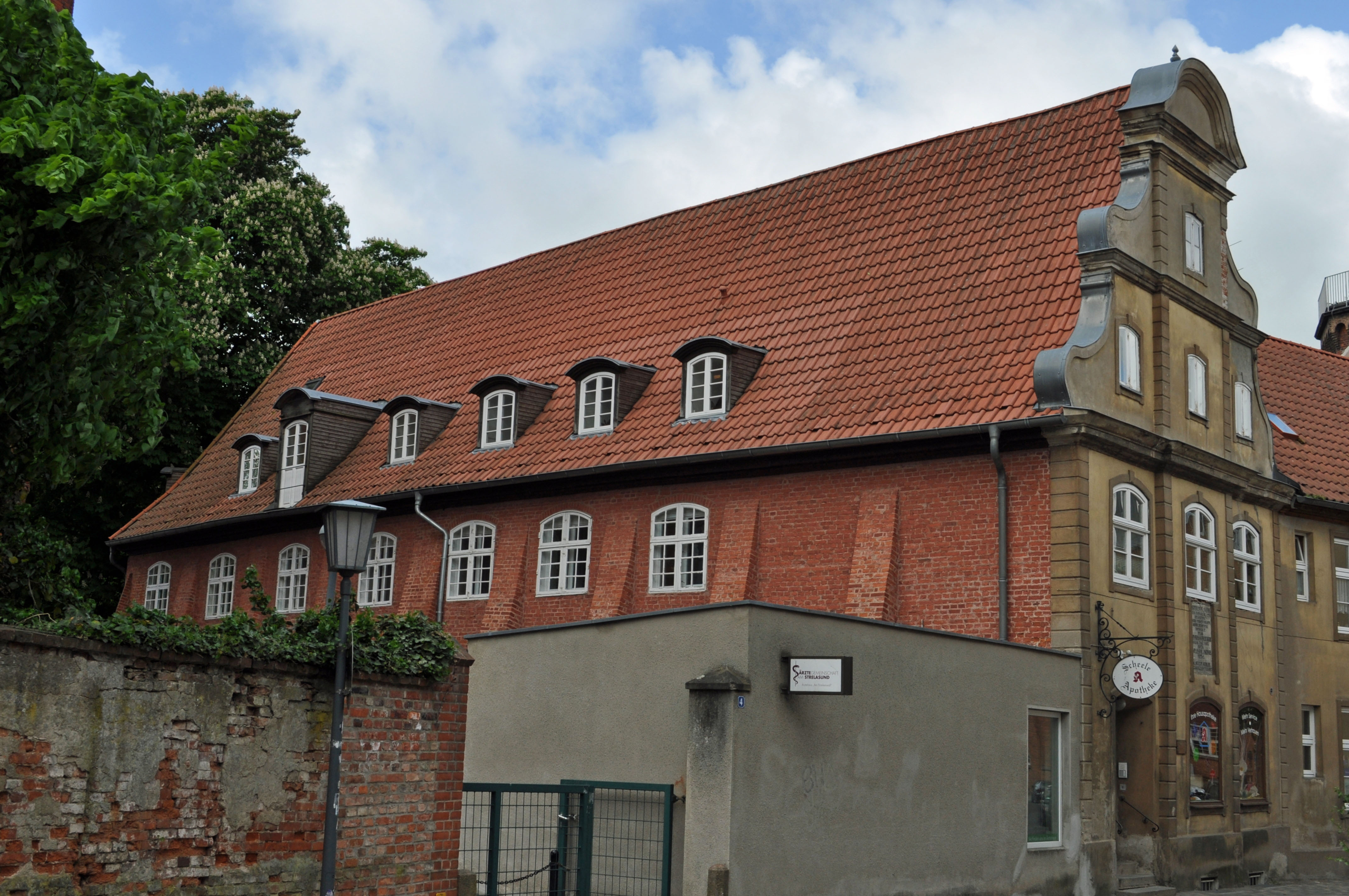
Das Haus Marienstraße 3 in Stralsund (2012)

Das Gebäude mit der postalischen Adresse Marienstraße 3 ist ein denkmalgeschütztes Bauwerk in der Marienstraße in Stralsund.
Der ursprünglich aus dem 15. Jahrhundert stammende zweigeschossige Putzbau wurde im 18. Jahrhundert wieder aufgebaut.
Um das Jahr 1430 wurde hier die Kirche St. Antonius errichtet. Das Kirchengebäude war ein langgestreckter Backsteinbau mit dreiseitigem Chorabschluss und mit zahlreichen Strebepfeilern. Die Kirche gehörte zu einem im Jahr 1408 von Vicko Timme und Jacob Kulemann errichteten Gasthaus, das später als Armen- und Altenheim genutzt wurde. Von diesem Gasthaus erhielt die Kirche auch die Bezeichnung Gasthauskirche. Bei der Explosion eines mit Schießpulver gefüllten Lagers in einem Pulverturm in der Stralsunder Stadtmauer, nahe der Tribseer Straße, wurden im Dezember 1770 viele umliegende Gebäude beschädigt oder zerstört; auch die Gasthauskirche in der Marienstraße wurde schwer beschädigt. Vom ursprünglichen Kirchengebäude sind die Umfassungsmauern erhalten. Zu dieser Zeit wurde die Kirche von der schwedischen Militärbehörde genutzt; Stralsund gehörte damals zu Schweden.
Die Militärbehörde ließ das Gebäude wieder aufbauen und übergab es im Jahr 1781 an die Stadt Stralsund. Auf Betreiben des Arztes Bernhard Nicolaus Weigel (1721–1801) wurde das Gebäude in ein Krankenhaus umgebaut. Es begann im Jahr 1784 als erstes städtisches Krankenhaus der Stadt seinen Betrieb.
Beim Umbau wurden Decken eingezogen und die barocke Fassade mit segmentbogigen Fenstern, genuteten Lisenen, einem kräftigen Hauptgesims und einem zweigeschossigen Volutengiebel hergestellt.
Zum Grundstück gehört auch ein Gartenhaus am Frankenwall, ein ehemaliger Turm der Stadtmauer. Beim Umbau der Gasthauskirche zum Krankenhaus wurde der Turm für die Unterbringung von Patienten umgebaut und fortan als Pockenturm genutzt. Später wurde es mit einem Anbau versehen.
Das Haus liegt im Kerngebiet des von der UNESCO als Weltkulturerbe anerkannten Stadtgebietes des Kulturgutes „Historische Altstädte Stralsund und Wismar“. In die Liste der Baudenkmale in Stralsund ist es mit der Nummer 505 eingetragen.
Das Gebäude wird als Arztpraxis und als Apotheke genutzt. An die Nutzung als Kirche erinnern eine hölzerne Tafel und eine steinerne Inschrift am Giebel zur Marienstraße.